# Little Lion Man
Little Lion Man è il singolo di debutto del gruppo musicale folk rock inglese Mumford & Sons. È stato pubblicato come singolo principale dal loro album di debutto, Sigh No More, l'11 agosto 2009 nel Regno Unito. La canzone ha avuto un riscontro commerciale positivo, entrando nelle classifiche di diversi paesi e piazzandosi tra le prime venti posizioni in Australia, Belgio (Fiandre), Irlanda e Nuova Zelanda. Nell'ottobre 2011, la rivista NME ha inserito Little Lion Man al 43º posto della propria classifica fra le "Migliori 150 canzoni degli ultimi 15 anni".

## Storia del brano
Ecco cosa ha dichiarato Marcus Mumford a proposito della canzone:
I guess the sound of it grabs you a little bit by the balls – it's quite an aggressive song, a bit more of a punch in the face. Or at least, for our stuff, anyway – a lot of our stuff isn't quite as hard-hitting as that. It felt like the right song to be the single because it represented the harder, darker side of what we do, and at the same time, the more folksy and punchy side.»
(Marcus Mumford, Triple J - ABC Online)

## Riscontro commerciale
Little Lion Man ha debuttato nella classifica UK Singles Chart il 20 settembre 2009 al 72º posto. La settimana seguente il singolo balzò al 61°. Il 4 Ottobre 2009, il singolo arrivò al 47°, prima di entrare nella Top 40 al 24º posto in classifica, dopo quattro settimane dall'uscita, rimanendoci per due settimane. Il brano ebbe molto successo in Australia, debuttando al 23º posto in classifica, ad ottobre, prima di fermarsi al 3º posto nel febbraio 2010.
Negli Stati Uniti d'America, Little Lion Man è entrato nella classifica dei Billboard Hot 100 nell'agosto 2010, al 98º posto. Dopo la performance ai Grammy, raggiunge il 45º posto. Il brano ha venduto 2 336 000 copie in formato digitale fino all'aprile del 2010.

## Tracce
1. Little Lion Man – 4:06
2. To Darkness – 4:42

## Premi e Riconoscimenti
Il singolo si è classificato primo nella classifica delle 100 Hit più ascoltate, creata in base a un sondaggio della radio nazionale australiana Triple J.
La canzone è stata nominata ai Grammy Awards nella categoria "Migliore canzone rock".
Nell'ottobre 2011, la rivista NME ha inserito Little Lion Man al 43º posto della propria classifica fra le "Migliori 150 canzoni degli ultimi 15 anni".
| Anno | Organizzazione        | Premio                         | Risultato   |
| ---- | --------------------- | ------------------------------ | ----------- |
| 2010 | MTV Video Music Award | Migliore Video Cinematografico | Candidato/a |
| 2011 | Grammy Award          | Migliore Canzone Rock          | Candidato/a |
| 2011 | Billboard Music Award | Migliore Canzone Alternative   | Candidato/a |
| 2011 | Billboard Music Award | Migliore Canzone Rock          | Candidato/a |